# Werbigeracje
Werbigeracje (ang. verbigeration albo cataphasia, od łac. verbigere „rozmawiać, plotkować”) – objaw psychopatologiczny, polegający na powtarzaniu (niekiedy wielokrotnym) słów lub fraz, w sposób bezcelowy, nieadekwatny do kontekstu wypowiedzi lub rozmowy, jak gdyby „automatyczny”. Słowa lub frazy mogą być „seryjnie” powtarzane w formie dosłownej lub nieznacznie zmienionej. Jako objaw psychopatologiczny werbigeracje przyporządkowywane są do zaburzeń myślenia, mowy i porozumiewania się. Werbigeracje niekiedy utożsamiane są z stereotypiami słownymi, jednak część autorów przyjmuje, że od stereotypii słownych odróżnia je bardziej „automatyczny” sposób powtarzania słów lub fraz. Objaw ten opisał i nazwał Karl Ludwig Kahlbaum w swojej monografii o katatonii (1874).
Aktualne podręczniki psychiatrii dokonują rozróżnienia pomiędzy werbigeracjami oraz tzw. dźwięczeniem (ang. clanging, inaczej clang associations). Jednak część autorów akcentuje ich podobieństwo do dźwięczenia będącego również zaburzeniem myślenia, które objawia się wypowiadaniem serii słów, neologizmów, głosek, które łączą się podobieństwem rymu lub rytmu (np.: „domu, atomu, włomu, sromu, tomu...”). Dźwięczenie wiąże się często ze znacznym przyśpieszeniem toku myślenia występującym w stanach maniakalnych, niekiedy ze stanami majaczeniowymi.